# 天主教坦巴昆達教區
天主教坦巴昆達教區（拉丁語：Dioecesis Tambacundana）是塞內加爾一個羅馬天主教教區，屬達喀爾總教區。
1970年8月13日設宗座監牧區，1989年4月17日升為教區。
教區範圍包括塞內加爾東南部。2010年有教友12,106人（佔轄區總人口2.2%）、十個堂區、廿二名司鐸。現任教區主教為若望-諾厄爾·迪奧夫。